# Barbie Fairytopia: La Magia del Arco Iris
Barbie Fairytopia: Magic of the Rainbow o Barbie Fairytopia: La Magia del Arco Iris en Hispanoamérica y es la tercera y última película la saga de películas de Barbie: Fairytopia. Es una película de 2007 de Barbie directa a video dirigida por William Lau.

## Trama
Siguiendo a las "películas Fairytopia", Elina y su amigo Bibble, viven en la Pradera Mágica, una región en Fairytopia. Un día reciben la visita de Azura, una de las siete hadas guardianas de Fairytopia. La encantadora, gobernante de Fairytopia, ha dado instrucciones a los siete guardianes de nombrar a un aprendiz cada uno, y Azura quiere que Elina sea su aprendiz. Elina se emocionada por el honor, y va a casa de la hechicera , el Palacio de Cristal, donde tiene que ir a aceptar el aprendizaje. A lo largo del camino hacia el Palacio de Cristal, Elina y Bibble conocen a un aprendiz llamado Linden y un animal alado (llamado Tumby) y se hacen amigos. 
Elina llega a los dormitorios, cerca del Palacio de Cristal, donde los aprendices están para quedarse, y se encuentra con su otros compañeros aprendices. Se lleva bien con Glee, un hada que tiene a Dizzle, una mascota de la misma raza que Bibble, de quien Bibble se enamora.
Los siete aprendices ya están contemplando a los siete guardianes, quienes les informaran de que una de las principales funciones de los guardianes es realizar el vuelo de la primavera. Durante el vuelo de la primavera, la primera vista de la primavera (se asemeja a una flor rosa), se abre. La primera vista de la primavera luego libera el primer arcoíris de la primavera, lo que impide un invierno intenso frío de diez años para Fairytopia. Los aprendices deben asistir a clases, dada por los guardianes diversos, y aprender tres técnicas para realizar el vuelo. Se hace evidente a medida que las hadas asisten a las clases que Elina es un hada con dotes particulares.
Sin saberlo, Laverna desea vengarse de la hechicera y Elina, tras su derrota en la anterior "Fairytopia: Mermaidia". Ella transforma a su secuaz Maximus en un señuelo para que permanezca en el pantano, mientras que Laverna engaña a Elina para que recite un hechizo especial. Laverna recupera su forma de hada y se aleja volando. Elina esta mortificada por su error, pero cuando trata de advertir a las hadas guardianas, ellas consultan el cristal y ven a Max en el lugar de Laverna, erróneamente concluyendo que Laverna está seguramente transformada. Aun así, como el tiempo para realizar el vuelo de la primavera se acerca, se refuerza la seguridad y los aprendices se turnan para patrullar por la noche. Los otros aprendices, excepto Linden, Glee y (extrañamente para todos) Sunburst, confortan a Elina por el error de dejar escapar a Laverna.
Durante las patrullas, se ve que Sunburst sigue siendo amable con Elina (lo que para Elina sigue siendo raro ya que ellas no se llevaban bien) y todas las hadas guardianas caen en coma. La propia hechicera aparece y dice que ella personalmente entrenara a los aprendices, ya que tendrán que realizar el baile de la primavera, mientras que las hadas guardianas están en coma. 
En el gran día, los siete aprendices llegan al Palacio de Cristal. Comienzan a realizar vuelos, durante el cual Elina descubre que en realidad Sunburst es Laverna disfrazada. A sabiendas de que nadie va a creerle, Elina deja la ceremonia para buscar a la verdadera Sunburst. Elina finalmente encuentra a Sunburst atrapado en una burbuja bajo el agua, la libera, y juntas se ponen en camino para el Palacio de Cristal. 
Elina y sus amigos pelean con Laverna (todavía transformada en Surburst). Luego Laverna se revela y le dice a la hechicera que tenía que renunciar al trono de Fairytopia y entrar en una cámara a prueba de magia, o bien Laverna destruirá la primera vista de la primavera. La encantadora está de acuerdo, pero Laverna comienza a destruir el rubor de la primavera de todos modos. Elina intercede pero se debilita. Los demás aprendices crean luminiscencia, con el objetivo de dársela a Elina, que absorbe su poder, se transforma en un hada hermosa de arcoíris y pelea de nuevo con Laverna. 
Con Laverna fuera, la cámara a prueba de hechizos de magia desaparece dejando a la Hechicera libre. A pesar del daño en la primera vista de la primavera, los aprendices logran abrir exitosamente el capullo. En la ceremonia de graduación, los siete aprendices son aplaudidos por su buen trabajo y valor, y cada uno obtiene una placa como prueba de que han terminado el curso. Elina y Bibble, después de un adiós a todos sus nuevos amigos, partieron a su casa, la Pradera Mágica.

## Reparto
| Personajes | Voz Original Estados Unidos | Doblaje en España       | Doblaje en Latinoamérica |
| ---------- | --------------------------- | ----------------------- | ------------------------ |
| Elina      | Kelly Sheridan              | Mar Bordallo            | Melanie Henríquez        |
| Bibble     | Lee Tockar                  | Lee Tockar              | Lee Tockar               |
| Azura      | Venus Terzo                 | Pepa Castro             | Soraya Camero            |
| Laverna    | Kathleen Barr               | María Julia Díaz        | Elena Díaz Toledo        |
| Max        | Christopher Gaze            | Eduardo Gutiérrez       | Carlos Vitale            |
| Faban      | Alistair Abell              | Luis Etchevers          | Héctor Indriago          |
| Glee       | Lalainia Lindbjerg          | Belén Rodríguez         | María José Estévez       |
| Linden     | Andrew Francis              | Fernando Cabrera        | Johnny Torres            |
| Hechicera  | Nancy Sorel                 | Isabel Donate           | Rebeca Aponte            |
| Hongos     | Lee Tockar                  | Eduardo Gutiérrez       | Luis Lugo                |
| Lumina     | Saffron Henderson           | Elena Palacios          | Lidia Abbout             |
| Dandelion  | Tabitha St. Germain         | Beatriz Berciano        | Yaraivi Alcedo           |
| Shimmer    | Andrea Libman               | Nuria Pascual           | Leisha Medina            |
| Delfina    | Nicole Oliver               | María Antonia Rodríguez | Ivette García            |
| Sunburst   | Sharon Alexander            | Laura Pastor            | Mariela Díaz             |
| Tourmaline | Peter New                   | Juan Amador Pulido      | Juan Guzmán              |
| Topaz      | Tabitha St. Germain         | Lucía Alonso            | Edilú Martínez           |